# Davidkovo
Davidkovo (bulgariska: Давидково) är ett distrikt i Bulgarien.   Det ligger i kommunen Obsjtina Banite och regionen Smoljan, i den södra delen av landet, 180 km sydost om huvudstaden Sofia.
I omgivningarna runt Davidkovo växer i huvudsak blandskog. Runt Davidkovo är det glesbefolkat, med 19 invånare per kvadratkilometer.